# Flag captain
Le grade de Flag Captain, dans la marine britannique, est l'un des plus prestigieux auxquels puisse accéder un captain. Les capitaines promus au grade de flag captain ont ensuite de très fortes chances d'être nommés contre-amiral.
Le flag captain est l'officier commandant le navire amiral d'une escadre, comme le fut par exemple Thomas Masterman Hardy sur le HMS Victory de l'amiral Nelson, à l'occasion de la bataille de Trafalgar.

La dénomination de « capitaine de pavillon » vient du fait que tout amiral arbore sa flamme, son pavillon, en tête de grand mât du navire sur lequel il se trouve.
Ces navires sont le plus souvent des vaisseaux de premier, (100-120 canons, 110 pour le HMS Victory) ou second rang (90-98 canons). Toutefois, n'importe quel vaisseau de la Royal Navy est susceptible d'accueillir un amiral à son bord et notamment le classique 74 canons, vaisseau pourtant de troisième rang (64-80 canons). 
Un exemple typique est celui du HMS Vanguard qui portait la marque de l'amiral Nelson lors de la bataille d'Aboukir.
Sur un navire amiral s'interpénètrent deux sortes d'autorités : d'un côté l'amiral et son état-major, dont les prérogatives s'attachent à l'escadre, au déroulement des opérations, et de l'autre le flag captain et ses officiers, responsables du navire amiral, de sa navigation, de la discipline à bord, du navire en lui-même.

Dans le cadre des transmissions au sein de l'escadre, le capitaine de pavillon transmet les ordres de l'amiral au reste de l'escadre. Il a - dans ce cadre - préséance hiérarchique sur les autres capitaines de la liste, même plus anciens.